# Bratislavsko-trnavská aglomerace
Bratislavsko-trnavská aglomerace patří mezi největší urbanizované oblasti na Slovensku. Rozkládá se v ose Bratislava-Trnava v Bratislavském a Trnavském kraji. Přesný počet obyvatel a rozsah oblasti není přesně definován.